# Asamblea General de Tennessee
La Asamblea General de Tennessee (en inglés: Tennessee General Assembly) es la legislatura estatal (órgano encargado del Poder legislativo) del estado de Tennessee, en Estados Unidos. Es una legislatura bicameral de tiempo parcial, constituida por un Senado y una Cámara de Representantes. El presidente del Senado lleva el título adicional y el cargo de vicegobernador de Tennessee. Además de aprobar un presupuesto para el gobierno estatal y otras leyes, la Asamblea General nombra a tres funcionarios estatales especificados por la constitución estatal. También es el organismo iniciador en cualquier proceso para enmendar la constitución del estado.

## Organización

### Estructura constitucional
Según la Constitución del Estado de Tennessee de 1870, la Asamblea General es una legislatura bicameral y consta de un Senado de treinta y tres miembros y una Cámara de Representantes de noventa y nueve miembros.
Los representantes son elegidos por mandatos de dos años; de acuerdo con una enmienda constitucional de 1966, los senadores son elegidos por períodos de cuatro años que son escalonados, con los distritos con números pares elegidos en el año de las elecciones presidenciales y los distritos con números impares elegidos en los años de las elecciones para gobernador de Tennessee .
Según la Constitución de Tennessee, cada representante debe tener veintiún años, ser ciudadano de los Estados Unidos, haber sido residente del estado durante al menos tres años y también residente del condado al que representa al menos un año antes de la elección. La constitución estatal también establece que cada senador debe tener mínimo treinta años de edad, ser ciudadano de los Estados Unidos, residir tres años en Tennessee y residir en el distrito que representa un año antes de la elección.

### Legislatura a tiempo parcial
Para mantener la legislatura como un cuerpo de tiempo parcial, se limita a noventa "días legislativos" por período de dos años, más hasta quince días para fines organizativos al comienzo de cada período. Se considera día legislativo cualquier día que la Cámara o el Senado se reúnan formalmente en las cámaras de cada cámara. Los legisladores reciben un salario base de $ 19,009 junto con un gasto diario de $171 por día legislativo. Si la legislatura permanece en sesión por más de noventa días legislativos, los legisladores dejan de retirar su dinero para gastos.
Los legisladores también reciben una "asignación de oficina" de $ 1,000 por mes, aparentemente para el mantenimiento de un área de oficinas dedicada a su trabajo legislativo en sus hogares o en cualquier otro lugar dentro de su distrito. Tradicionalmente, políticamente hablando, ha sido más fácil aumentar las dietas y el subsidio de oficina que el salario.
El presidente de cada cámara tiene derecho a un salario que triplica el de los demás miembros. Según una ley promulgada en 2004, los legisladores recibirán un aumento equivalente al otorgado a los empleados estatales el año anterior, si lo hubiere.
El gobernador también puede convocar "sesiones extraordinarias", limitadas al tema o temas descritos en la convocatoria, y limitadas a otros veinte días. Dos tercios de cada casa también pueden iniciar tal llamado solicitándolo.

### Comités conjuntos
Cada cámara establece su propio sistema de comités; sin embargo, hay varios comités que están compuestos por miembros tanto de la Cámara como del Senado.

## Trabajo de la Asamblea General

### Calendario legislativo
Los días legislativos se programan no más de tres días a la semana durante la sesión. Las sesiones legislativas tanto en la Cámara como en el Senado ocurren los lunes, miércoles y jueves. Los martes y la mayoría de los miércoles se utilizan principalmente para reuniones de comité y audiencias en lugar de sesiones reales. Los martes y miércoles en el Capitolio de Tennessee también adquieren un sabor ecléctico la mayoría de las semanas, ya que diversos y diversos grupos constituyentes instalan puestos de exhibición para informar a los legisladores sobre sus respectivas causas.
Las sesiones comienzan cada año en enero y generalmente terminan en mayo; durante las recientes crisis fiscales, las reuniones se han extendido hasta julio. El límite de tiempo en días de trabajo reembolsadas y el hecho de que el gobierno del estado de Tennessee el año fiscal es por períodos julio 1 – 30 de junio pone básicos considerable presión de tiempo en la Asamblea General, en particular en lo que respecta a la adopción de un presupuesto.
La membresía en la legislatura se considera como un trabajo de tiempo completo durante la sesión y un trabajo de medio tiempo el resto del año debido a las reuniones del comité y audiencias (por las cuales los legisladores reciben un reembolso de sus gastos y una asignación de millas). Algunos miembros están en suficientes comités para ganarse la vida siendo legisladores; la mayoría son empresarios y abogados independientes, aunque este último grupo tal vez ya no sea la mayoría absoluta de los miembros que en un momento comprendió. De acuerdo con las raíces agrícolas de Tennessee, algunos senadores y representantes son agricultores.
Los cabilderos no pueden compartir comidas con los legisladores de forma individual, pero no se les prohíbe invitar a toda la legislatura o grupos seleccionados a eventos en honor a ellos, lo que se ha convertido en un medio principal de cabildeo. Los miembros también tienen prohibido realizar eventos de recaudación de fondos de campaña para ellos mismos durante el tiempo que están realmente en sesión.

### Liderazgo
Cada casa establece sus propias reglas y elige a su propio altavoz; el Portavoz del Senado lleva el título adicional y el cargo de Vicegobernador de Tennessee. Durante más de tres décadas, ambos oradores eran del oeste de Tennessee; esto provocó un resentimiento considerable en los dos tercios orientales del estado. Desde 1971 hasta enero de 2007, Tennessee tuvo el mismo vicegobernador, John S. Wilder, un demócrata . Wilder fue reelegido para el cargo incluso después de que los republicanos de Tennessee volvieran a tomar el senado estatal en las elecciones de 2004. Sin embargo, en enero de 2007, después de que los republicanos obtuvieron escaños adicionales en las elecciones de la Asamblea General de 2006, el Senado eligió al republicano Ron Ramsey (del este de Tennessee ) para el cargo de vicegobernador. El actual vicegobernador es el republicano Randy McNally, quien fue elegido en enero de 2017. La 111a Asamblea General de Tennessee tiene 32 nuevos legisladores, con 28 de esos legisladores en la Cámara. La 111.ª Asamblea General también tuvo un nuevo Presidente de la Cámara y líder de la mayoría en el Senado, respectivamente, y nuevos legisladores en posiciones de liderazgo. El actual presidente de la Cámara es Cameron Sexton, quien fue elegido en 2019.

### Disposición de distritos
Los distritos de la Asamblea General de ambas cámaras se redistribuyen en función de la población según lo determinado por el censo federal de EE. UU en cada decenio. Esto no se hizo entre 1902 y 1962, lo que resultó en la decisión de la Corte Suprema de los Estados Unidos por el caso de Baker v. Carr, que requería que se tomara esta acción. Posteriormente, hubo otras demandas, incluida una que resultó en una orden para que el organismo creara un distrito de mayoría afroamericana en el oeste de Tennessee para la Cámara a fines de la década de 1990.

## Potestades

### Legislación
El objetivo de los legisladores de Tennessee es promulgar, enmendar y derogar las leyes de Tennessee. Los poderes específicos de los legisladores de Tennessee incluyen: apropiación de dinero; la recaudación y recaudación de impuestos; y el derecho a autorizar a los condados y las ciudades a tributar. La Asamblea General es reconocida por la constitución del estado como la autoridad legislativa suprema del estado. Es responsabilidad de la Asamblea General aprobar un presupuesto para el funcionamiento del gobierno estatal. Cada año, el gobernador, en su discurso sobre el estado del estado, describe sus prioridades presupuestarias. La Asamblea, en sesión conjunta, está presente para el discurso. Los proyectos de ley pueden tener su origen en la Cámara o el Senado, pueden ser un proyecto de ley general o local. Un proyecto de ley general afecta al estado, mientras que un proyecto de ley local afecta a una ciudad o condado. Los proyectos de ley locales deben ser aprobados en la legislatura estatal y ratificados por el área local a la que afecta.  La Constitución de Tennessee establece que después de que un proyecto de ley ha sido rechazado por la Asamblea General, ningún proyecto de ley con el mismo contenido puede convertirse en ley durante el mismo período de sesiones. La Constitución de Tennessee establece que cada proyecto de ley debe aprobarse en tres días separados en ambas cámaras. Para que se apruebe un nuevo proyecto de ley, se requiere una mayoría constitucional.

### Equipo
De acuerdo con la constitución del estado, tres puestos en el gobierno estatal a los que se hace referencia colectivamente como los "funcionarios constitucionales" (el secretario de estado, el tesorero del estado y el contralor del Tesoro ) son seleccionados por la Asamblea General en sesión conjunta, donde cada miembro a la Asamblea General se le concede un solo voto. Cada cargo se otorga al primer candidato que obtenga la mayoría de los votos (67 de 132).
La Asamblea General selecciona a los siete miembros de la Comisión Estatal de Elecciones. Selecciona cuatro miembros del partido mayoritario (el que controla la mayoría de los 132 escaños totales) y tres miembros del partido minoritario.

### Disputa electoral para gobernador
Se supone que una elección de gobernador impugnada se decide en una sesión conjunta de la Asamblea General, de acuerdo con la ley estatutaria . La Asamblea General también debe decidir el resultado de la elección de gobernador por sesión conjunta de acuerdo con la constitución del estado en caso de un empate exacto en el voto popular, un resultado electoral extremadamente improbable.

### Enmienda de la Constitución del Estado
La Asamblea General puede proponer enmiendas a la constitución del estado, pero solo a través de uno de los dos procesos disponibles que requieren mucho tiempo:

#### Iniciativa legislativa
Para que la legislatura proponga directamente enmiendas a la constitución del estado, primero se debe aprobar una enmienda por mayoría absoluta de los miembros de cada cámara durante un período de la Asamblea. Luego, durante el próximo período de la Asamblea General, cada cámara debe aprobar la enmienda nuevamente, esta vez por una mayoría de dos tercios.
Luego, la enmienda debe incluirse en la boleta electoral estatal, pero solo en el momento en que también se celebre una elección para gobernador. La enmienda a aprobar debe recibir más de la mitad de los votos totales emitidos en la elección de gobernador para que pueda ser ratificada y entrar en vigencia.
La constitución de Tennessee de 1870 nunca se había modificado de esta manera hasta 1998, cuando se añadió la "Enmienda de los derechos de las víctimas". En 2002 se utilizó un proceso similar para promulgar la lotería estatal.
En la votación de 2006 se presentaron a los votantes dos enmiendas propuestas por la Asamblea General. En 2005, la " Enmienda de Protección del Matrimonio de Tennessee ", que especifica que solo los matrimonios entre un hombre y una mujer pueden ser reconocidos legalmente en el estado, fue aprobada para su presentación a los votantes en 2006. La ACLU había cuestionado previamente la validez de la enmienda al afirmar que no se había cumplido una obligación constitucional de publicitar públicamente la enmienda. Sin embargo, el 23 de febrero de 2006, la canciller del condado de Davidson, Ellen Hobbs Lyle, dictaminó que la enmienda propuesta estaría en la boleta electoral en 2006. Tanto que enmienda y una exención que autoriza la modificación para la tercera edad de aumentos de impuestos de propiedad fueron aprobados por los votantes en noviembre de 2006.
En 2010, los votantes aprobaron una enmienda que otorga el derecho a cazar y pescar dentro de las regulaciones estatales.

#### Convención Constitucional
El otro método para enmendar la constitución del estado, y el que se usa para todas las enmiendas anteriores a 1998, es que la Asamblea General ponga en la boleta de votación la cuestión de si se debe convocar una convención constitucional limitada con el propósito de considerar enmiendas a ciertas enmiendas específicas. disposiciones de la constitución.
Si los votantes aprueban esto en una elección estatal, entonces, en la próxima elección estatal, eligen delegados para esta convención. Este organismo luego se reúne (en la cámara de la Cámara del Capitolio del Estado de Tennessee) y hace sus recomendaciones. Estas recomendaciones se pueden votar en cualquier elección, ya sea una convocada especialmente o en conjunto con otras elecciones estatales, y solo necesitan ser aprobadas por una mayoría simple de los votantes.
Este método no puede emplearse más de una vez cada seis años.